# Église Saint-Georges de Vivonne
L'église Saint-Georges est une église catholique située à Vivonne, en France.

## Localisation
L'église est située dans le département français de la Vienne, sur la commune de Vivonne.

## Historique
L'édifice est classé au titre des monuments historiques en 1912.
C' est une ancienne prieurale du XIIIe siècle, reconstruite en 1264, qui dépendait de l'abbaye Saint-Cyprien de Poitiers. Les croisées d'ogives de la nef datent du XVe siècle et portent les armes des Rochechouart. La nef est à deux travées à croisées d'ogives : c'est une construction du tout début du gothique. Elle appartient au style angevin comme en témoigne l'abside à cinq pans couverte d'une voute à fines nervures toriques.
À l'intérieur, un tableau de 1604 figure les donateurs adorant le Christ.
Selon une tradition locale, dans cette église, François Ravaillac aurait eu une "vision" lui inspirant son dessein d'assassiner le roi Henri IV.